# Нюкасъл ъндър Лайм (община)
Община Нюкасъл ъндър Лайм (на английски: Borough of Newcastle-under-Lyme) е една от деветте административни единици в област (графство) Стафордшър, регион Уест Мидландс. Населението на общината към 2008 година е 124 700 жители разпределени в множество селища на територия от 210.96 квадратни километра. Главен град на общината е едноименния Нюкасъл ъндър Лайм.

## География
Община Нюкасъл ъндър Лайм е разположена в северозападната част на графството, по границата с областите Чешър и Шропшър.
Градове на територията на общината:
| град               | на английски         | население |
| ------------------ | -------------------- | --------- |
| Нюкасъл ъндър Лайм | Newcastle-under-Lyme | 74 427    |
| Кидсгроув          | Kidsgrove            | 28 724    |

## Демография
Разпределение на населението по религиозна принадлежност към 2001 година:
| религия          | на английски        | брой жители | %      |
| ---------------- | ------------------- | ----------- | ------ |
| Християни        | Christian           | 95 736      | 78,45% |
| Будисти          | Buddhist            | 177         | 0,15%  |
| Хиндуисти        | Hindu               | 247         | 0,20%  |
| Евреи            | Jewish              | 98          |        |
| Мюсюлмани        | Muslim              | 667         | 0,55%  |
| Сикхи            | Sikh                | 169         | 0,14%  |
| Други            | Other               | 224         | 0,18%  |
| Атеисти          | No religion         | 15 983      | 13,10% |
| Запазена в тайна | Religion not stated | 8729        | 7,15%  |
| общо             |                     | 122 030     |        |